# Вислуга
Вислуга — тип умовного володіння землею, що полягав у тимчасовому держанні земельної власності, наданої держателю, або як винагорода за виконання певних обов'язків, найчастіше за відбування військової служби, або як умова виконання обов'язків. Система в. характерна для феодальних суспільств з розвинутими формами сюзеренітету–васалітету. В Україні роздача князем земель, "держав" своїм васалам відбувалася ще в часи Київської Русі. Особливо значних розмірів земельні пожалування – "данини" набули у 15–16 ст. В. надавалися зем'янам, боярам-шляхті з умовою виконання військової повинності. В. не могла відчужуватися у держателя будь-ким самовільно, а тільки за згоди верховного власника – великого князя. В. надавалася на невизначений строк. У 16 ст. з'являються нові різновиди тимчасового землеволодіння – "до ласки", "до волі", "на вічність", що передбачають передачу власності прямим нащадкам. В. та умови їх набуття зазначені в 3-й редакції Литовського статуту (див. Статути Великого князівства Литовського).